# Felipe Leiva Wenger
Felipe Andres Leiva Wenger, mer känd som "Fille" eller "Fille Danza", född 25 april 1980 i Chile, är en svensk hiphopartist. Han utgör tillsammans med Ison Glasgow hiphopduon Ison & Fille. Sedan 2008 har han spelat den humoristiska karaktären Lilla Al-Fadji i olika sammanhang.
Fille har gjort ett fåtal sololåtar som finns på Ison & Filles album (bland annat som karaktären Lilla Al-Fadji). Han är också medlem i Highwon-klicken.
Felipe Leiva Wenger kom till Sverige 1985 och växte därefter upp i Stockholmsförorten Vårberg. Leiva Wenger har medverkat i Kanal 5:s serie Lilla Al-Fadji & Co tillsammans med Fredrik "Big Fred" Eddari. Serien är en spin-off från Sen kväll med Pierre, som var en del av SVT:s humorsatsning Humorlabbet. I serien spelar Leiva Wenger huvudpersonen Lilla Al-Fadji, som tillsammans med affärsmannen Abu Hassan ger sig ut på en road-trip. 
På Sveriges Radios P3 gick radioserien Lilla Al-Fadji’s Hollywood Radio i P3, en humor-talkshow med gäster, fram till december 2017. Hösten 2020 och hösten 2021 sändes tv-serien Streams på SVT play, som Leiva Wemger skapat tillsammans med  Pontus Bjernekull Mörner och som regisserades av Tiffany Kronlöf. Totalt har två säsonger sänts.
Felipe Leiva Wenger är bror till Alejandro Leiva Wenger och Pablo Leiva Wenger.